# Elaphria pulchra
Elaphria pulchra är en fjärilsart som beskrevs av Druce 1889. Elaphria pulchra ingår i släktet Elaphria och familjen nattflyn. Inga underarter finns listade i Catalogue of Life.